# Predor Učka
Predor Učka je cestni predor na Hrvaškem, ki poteka skozi gorovje Učka. Predstavlja glavno prometno povezavo Istre s preostankom Hrvaške in edino, primerno za vozila nad 5 tonami. S 5630 metri je tretji najdaljši hrvaški cestni predor.

## Gradnja
Priprave na gradnjo predora, ki bi povezal osrednjo in zahodno Istro s preostankom Hrvaške, so se začele leta 1970 z ustanovitvijo podjetja »Učka« in razpisom ljudskega posojila za gradnjo. Pogodba za gradnjo je bila podpisana v maju 1976. Predor sta gradili podjetji Hidroelektra iz Zagreba in podizvajalec Konstruktor iz Splita, okoli 5 % sredstev za gradnjo pa je bilo pridobljenih z ljudskim posojilom. Do preboja predora je prišlo 14. maja 1978. Dokončani predor so svečano otvorili 27. septembra 1981, promet pa je po njem stekel naslednjega dne. Ob izgradnji je bil predor Učka najdaljši cestni predor v Jugoslaviji.
Konec leta 2020 se je pričela gradnja druge cevi predora. 18. septembra 2023 je bila cev prebita, otvoritev pa je bila 13. septembra 2024. Po vzpostavitvi prometa skozi novo cev se bo stara cev zaprla zaradi obnove.

## Značilnosti
Prvotna cev, po nadgradnji namenjena prometu v smeri Reke, je dolga 5062 metrov in široka 9,1 metra. Zgrajena je v obliki obrnjene črke V in se od središča proti uvozoma spušča z 0,4-odstotnim naklonom. Opremljen je z 83 nadzornimi kamerami, 538 detektorji požara, 39 gasilnimi hidranti, 38 SOS-postajami, v njem se nahaja pet odstavnih niš in tri obračališča. Novozgrajena cev poteka severno od stare in je s 5630 metri daljša od nje.
Na istrski strani stojita neposredno pred predorom Učka še dva kratka predora: Zrinščak I (200 m) in Zrinščak II (45 m). 
Od leta 1995 s predorom upravlja družba BINA-Istra, ki ima koncesijo za gradnjo, vzdrževanje in upravljanje z avtocestami Istrskega ipsilona. Je del zaprtega cestninskega sistema Istrskega ipsilona; cestninske postaje stojijo pred obema uvozoma v predor. Leta 2024 je cestnina za osebna vozila znašala 4,50 evra.

## Promet
Leta 2019 je povprečni dnevni promet skozi predor znašal 10 070 vozil in povprečni poletni dnevni promet 14 111 vozil.

## Varnost
Leta 2004 je bil predor Učka preizkušen v okviru projekta EuroTAP in za svojo varnost prejel oceno »zelo slab«. Medtem ko so bili pozitivno ocenjeni pretok vozil, nadzor in obstoj protipožarne zaščite, so se glavne kritike nanašale na dvosmerni promet, pomanjkanje sistemov za obveščanje voznikov in dotrajano asfaltno podlago. Po preizkusu so v predoru popravili vozišče in uvedli nekatere varnostne izboljšave.
Leta 2020 je zveza ADAC izvedla preskus 16 predorov v Evropi in predoru Učka vnovič podelila nezadostno oceno. Kritike so obsegale preveliko razdaljo med odstavnimi nišami, neobstoj zasilnih izhodov in zunanjega dostopa za reševalce ter različno število prometnih pasov pred in v predoru.